# Осирис (лунный кратер)
Кратер Осирис (лат. Osiris), не путать с кратером Осирис на Ганимеде, — маленький вулканический кратер в юго-восточной части Моря Ясности на видимой стороне Луны. Название присвоено по египетскому мужскому имени и утверждено Международным астрономическим союзом в 1976 г.

## Описание кратера

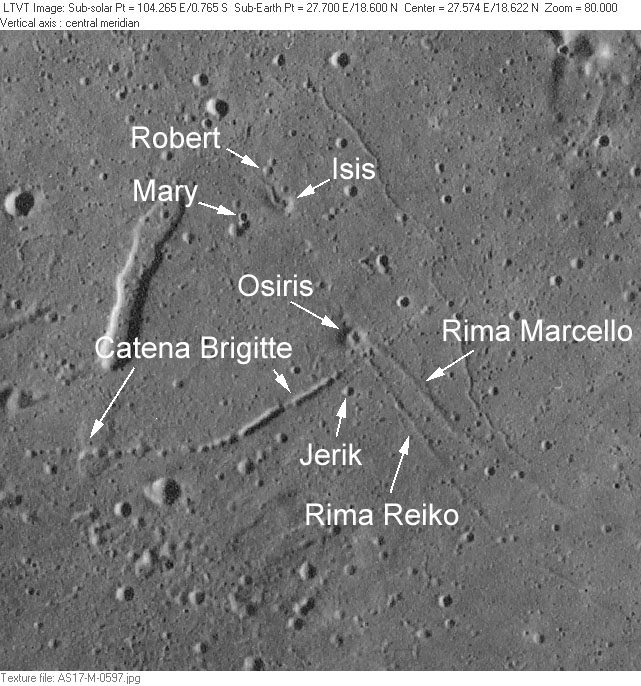
Снимок с борта Аполлона-17.

В непосредственной близости от кратера Осирис располагаются кратероподобные образования Мария, Роберт, Исис на северо-востоке и Иерик на юге; а также борозда Марчелло и борозда Рейко на юго-востоке; цепочка кратеров Бриджитт на юго-западе.
Другими ближайшими соседями кратера являются кратер Дауэс на юго-западе; кратер Абетти на севере; кратер Фаброни на востоке и кратер Бекетов на юго-востоке. На северо-востоке от кратера Осирис находится пик Аргея.
Селенографические координаты центра кратера — 18°39′ с. ш. 27°39′ в. д. / 18,65° с. ш. 27,65° в. д., диаметр — 0,96 км.
Кратер расположен на вершине конического вулкана высотой 90 (по другим данным, 70) м и шириной 2,5 км, стоящего на борозде Рейко (Rima Reiko). Это крупнейший из 5 вулканов на этой борозде (следующий по размеру — Исис). В районе вулканов борозда просматривается плохо, но хорошо выражена южнее них. Видимо, эта цепочка вулканов — результат извержений из разлома.

## Сателлитные кратеры
Отсутствуют.